# Путу
Пу́ту (ест. Putu küla) — село в Естонії, у волості Сааре повіту Йиґевамаа.

## Населення
Чисельність населення на 31 грудня 2011 року становила 34 особи.

## Географія
Село розташоване на відстані приблизно 8 км на захід від волосного центру Кяепи.
Через село проходить автошлях 123 (Кяепа —  Левала — Путу).